# Shotel
Lo shotel è un'arma bianca manesca del tipo spada sviluppatasi nelle regioni del Corno d'Africa (fond. Etiopia). Ha lunga e stretta lama di falce, capace di offendere con pericolosi colpi di punta oltre che di taglio. Pare derivi dalla spada-ascia degli Antichi Egizi, il khopesh.

## Storia
Lo shotel era già diffusa tra i ranghi dell'esercito del regno di Axum (I secolo a.C.-VII secolo), in uso sia presso le forze di fanteria che di cavalleria.
Nel XIV secolo, il sovrano salomonide Amda Seyon I, fondatore dell'Impero d'Etiopia, ristrutturò il suo esercito secondo il modello dell'antica armata di Axum e fece degli spadaccini armati di shotel, gli Shotelai, uno dei suoi corpi d'élite.
Lo shotel veniva solitamente utilizzato da truppe appiedate. Nello scontro fante-vs-fante, lo shotelai avrebbe sfruttato la sua arma ricurva per aggirare lo scudo dell'avversario e colpirlo ai polmoni o al fegato. Affrontando un cavaliere, il guerriero armato di spada-falce ne avrebbe sfruttato la punta a cuspide per arpionarlo e trascinarlo giù di sella.
Nel XVIII secolo, visitando le terre salomonidi allora dominate dal re Giosuè II d'Etiopia, il frate francescano Remedius Prutky descrisse lo shotel non come una spada ma come un coltello, forse confondendolo con un'altra arma.

## Costruzione
Lo shotel è un'arma di dimensioni notevoli (1-1,2 m) avente:
- Lama stretta, a sezione romboidale, lunga anche 40 pollici ed a doppia curvatura: la prima, vicino all'impugnatura appena pronunciata e la seconda che forma un ampio arco molto simile a quella di una falce, creata appositamente per colpire l'avversario dietro lo scudo;
- Impugnatura ad una mano, in legno, molto grossa, priva di guardia o pomolo.

Veniva trasportata in un semplice fodero di pelle conciata.

### Fonti
- Arrowsmith-Brown, J.H. [a cura di] (1991), Prutky's Travels in Ethiopia and other Countries with notes by Richard Pankhurst, Londra, Hakluyt Society.

### Studi
- Burton, Richard (1884), The Book of the Sword, Londra, Chatto & Windus .
- Stone, George Cameron (1999) e La Rocca, Donald J., A Glossary of the Construction, Decoration and Use of Arms and Armor: in All Countries and in All Times, Dover, I-SBN 978-0-486-40726-5.